# Bourgoinrana
Bourgoinrana is een geslacht van halfvleugeligen uit de familie schuimcicaden (Cercopidae). De wetenschappelijke naam van dit geslacht is voor het eerst geldig gepubliceerd in 2012 door Soulier-Perkins.

## Soorten
Het geslacht Bourgoinrana omvat de volgende soorten:
- Bourgoinrana perinetana (Synave, 1957)
- Bourgoinrana rubescens (Synave, 1957)
- Bourgoinrana sandrangatensis (Synave, 1957)